# Lorenzo Zacchia
Pour les articles homonymes, voir Zacchia.
Lorenzo Zacchia il Giovane ou Lorenzo Zacchia di Lucca il Giovane (né le 27 décembre 1524 à Vezzano près de Lucques, en Toscane - mort après 1587) est un peintre italien et un graveur de la haute Renaissance, actif en Toscane.

## Biographie
Lorenzo Zacchia il Giovane est le cousin de Zacchia di Antonio da Vezzano, peintre de Lucques, connu sous le nom de Zacchia il Vecchio (1510-1560), qui lui a appris à peindre dans le style de la haute Renaissance florentine. 
Il s'inspire  du maniérisme de Bronzino (adorations de bergers), et de thèmes typiques de la Contre-Réforme pour ses œuvres de Lucques (1580). 

## Œuvres
- Partie de musique, collection Drey, Munich[2]
- Adoration des bergers (1564), retable, San Stefano dei Cavalieri, Pise
- Adoration des bergers (1576),
- Vierge à l'Enfant avec saint Louis et saint Jean l'Évangéliste (1585), San Paolino, Lucques
- Crucifixion avec les saints Laurent et Jules (1587), San Anastasio, Lucques
- Tableau de la chapelle du Palazzo dei Signori de Lucques[2]
- Tableau au musée de la cathédrale de Lucques